# Тольяттинский краеведческий музей
Тольяттинский краеведческий музей — музей исторического профиля в Тольятти, посвящённый истории города и местного края.

## История
Основан 29 марта 1962 года, когда Исполнительный комитет Куйбышевского областного Совета депутатов трудящихся издал Распоряжение № 142-10 «О перебазировании музея краеведения из г. Жигулёвска в г. Ставрополь». Сначала под музей определили помещение в здании школы № 18 в Комсомольском районе, а затем перевели его в Центральный район (ул. Голосова, 20).
Открылся для посетителей 24 мая 1967 года. Основой собрания музея стали краеведческие материалы местной истории, собиравшиеся в одной из библиотек города Жигулёвска. В последующее десятилетие развитие и пополнение фондов проходило большей частью благодаря историко-бытовым экспедициям по селам Ставропольского района.
В конце 1970-х годов музею было выделено новое просторное помещение на первом этаже жилого дома по адресу Бульвар Ленина, 22.
К началу 1980-х годов собрание музея насчитывало около 25 тысяч музейных предметов, в том числе коллекции: археологическая, предметы быта и этнографии, нумизматическая, произведения изобразительного искусства, редкие книги, собрание мебели, вещественные, фото- и документальные материалы по истории местного края, в том числе рассказывающие о строительстве Куйбышевской ГЭС. Экспозиция размещалась в трёх залах на площади 1247 м². и раскрывала следующие темы: История края досоветского периода; История края периода строительства социализма; Край в современный период; Перспективы развития г. Тольятти. Музей ежегодно посещало более 46 тысяч человек.
В 2014 году вошёл в пятёрку лучших реализованных проектов конкурсного сезона 2013—2014 благотворительного фонда В. Потанина вошёл проект по созданию экспозиции Тольяттинского краеведческого музея «20 век: Ставрополь—Тольятти».

## Музей сегодня
В собрании музея находится более 73 тысяч предметов.
Его экспозиция раскрывает основные историко-краеведческие и экологическую темы: «Ставрополь провинциальный» и «XX век: Ставрополь — Тольятти», знакомящие с историей края и города с древнейших времен до 1990-х годов, а также экспозиция «Природа. Город. Человек», дающая информацию о местной природе в городской среде.
Тольяттинский краеведческий музей — редкий пример музея, разрешивший использовать материалы, размещённые на своём официальном сайте, по свободной лицензии Creative Commons Attribution 4.0 International (CC BY 4.0).